# Miquel Cardellach Galí
Miquel Cardellach Galí (Terrassa, ca. 1741 - Montserrat, 8 de juny de 1809) era oncle d'Antoni Bosch i Cardellach, i fill de Josep Cardellach i Catalina Galí.
Va ser monjo benedictí del monestir de Montserrat, a Catalunya, on també esdevingué organista i violoncel·lista acompanyant la capella de música gràcies a que els seus pares li van transmetre el gust per les lletres i en especial per la música. A més a més, també va ser educat per ells en la moral cristiana.
La moral cristiana no era només un conjunt de normes sinó que era una forma de viure en harmonia amb les lliçons de Jesús, el fill de Déu.
En la seva infantesa estudià a l'Escolania de Montserrat perquè tenia nocions de gramàtica i el desig d’aprendre més sobre música amb bons mestres.
El monestir de Montserrat, erigit a finals del segle IX, va ser un lloc atractiu per a ell perquè des del seu origen era considerat el bressol dels grans músics, dels grans penitents i dels barons pietosos i ell volia començar una nova vida més en harmonia amb si mateix i amb Déu, en un espai natural i allunyat del bullici de les ciutats. A més a més, eren molt coneguts els prodigis que s’esdevenien per la intercessió de la Verge de Montserrat.
A la capella de la ciutat de Lorca li oferiren ser baix cantant però va refusar l’oferta per dedicar-se plenament als exercicis propis del noviciat i quan els seus superiors van considerar oportú l'enviaren a estudiar a Salamanca i Oviedo.
El 4 de març de 1759 va prendre els vots monàstics a Montserrat i a partir de seguir els cursos eclesiàstics li foren confiats diferents càrrecs i oficis, especialment el de mestre de novicis que va exercir durant divuit anys. Durant aquests anys va enfortir la seva ànima a través de la pregària, la mortificació i la penitència, i conduí els seus deixebles a una vida contemplativa i monàstica.
Al 1808, just en esclatar la Guerra del Francès, era el prior més gran del monestir però traspassà l'any següent. Va ser un gran coneixedor de les costums del monestir i les rúbriques litúrgiques i va elaborar dos tractats dels quals ha sobreviscut el Tratado sobre el modo de asistir y ayudar a misa. Pel que se sap avui dia el tractat que es va perdre versava sobre els costums del monestir.